# Rémy Julienne
Pour les articles homonymes, voir Julienne.
Rémy Julienne, né le 17 avril 1930 à Cepoy (Loiret) et mort le 21 janvier 2021 à Amilly (Loiret), est un cascadeur, concepteur de cascades et acteur français.
« Casse-cou du cinéma français », il a plus de 1 400 productions à son actif (environ 400 films cinématographiques, des séries télévisées, des publicités, des shows mécaniques…).

## Biographie

### Famille et formation
Rémy Julienne est le fils de Paul Julienne et de Lucienne Pavas, qui tiennent un café-bistrot devant une écluse à Cepoy près de Montargis. Son père est également transporteur,.
Rémy Julienne suit les cours de l'école primaire à Cepoy, puis à Gien.
Il épouse Antoinette Pedrocchi le 30 janvier 1956. De ce mariage naissent deux fils, Michel et Dominique. Rémy Julienne a également une fille qui se prénomme Diane.
Il a un petit fils, David Julienne, qui est également cascadeur et coordinateur de cascades, ayant travaillé sur plusieurs productions de Luc Besson.

### Carrière

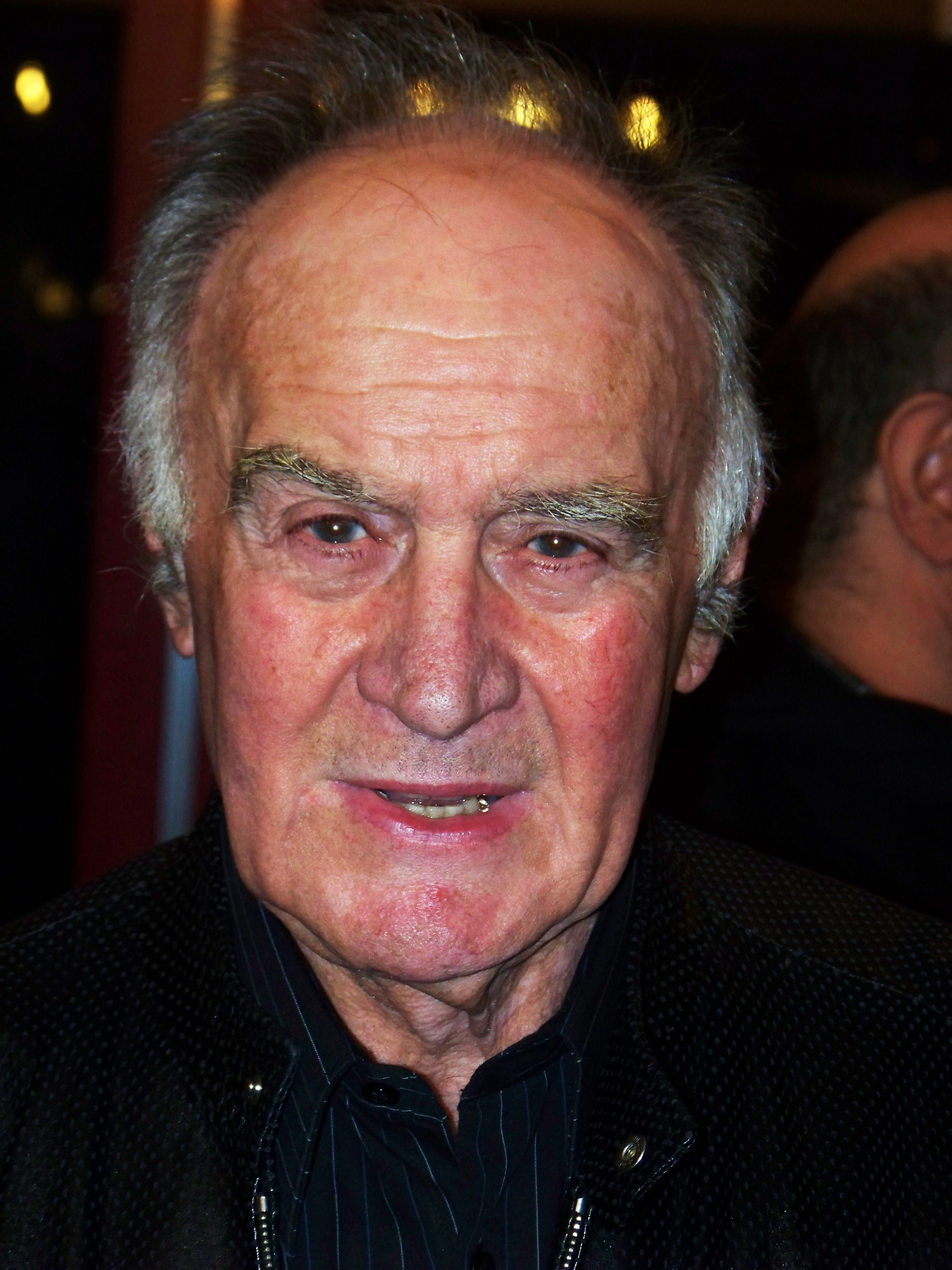
Rémy Julienne aux cinématographiques de Cannes en 2009.

#### Pilote
En 1957, il devient champion de France de moto-cross, en catégorie 500 cm3, au guidon d'une Gilera. Il termine deuxième de la coupe de France en 1960 et en 1962. Il est plusieurs fois sélectionné en équipe de France. Vingt ans plus tard, en 1982, il gagne la course  des 24 Heures motonautiques de Rouen, puis les courses automobiles du Star Racing Team en 1983 et le Speedy Stars Challenge en 1997.

#### Cascadeur
Rémy Julienne est considéré comme « le casse-cou du cinéma français ».

Il commence sa carrière de cascadeur en 1964 dans le film Fantomas d’André Hunebelle où il double Jean Marais. Il est recruté par le responsable des effets spéciaux du film, Gil Delamare pour des cascades mécaniques dans La Grande Vadrouille.

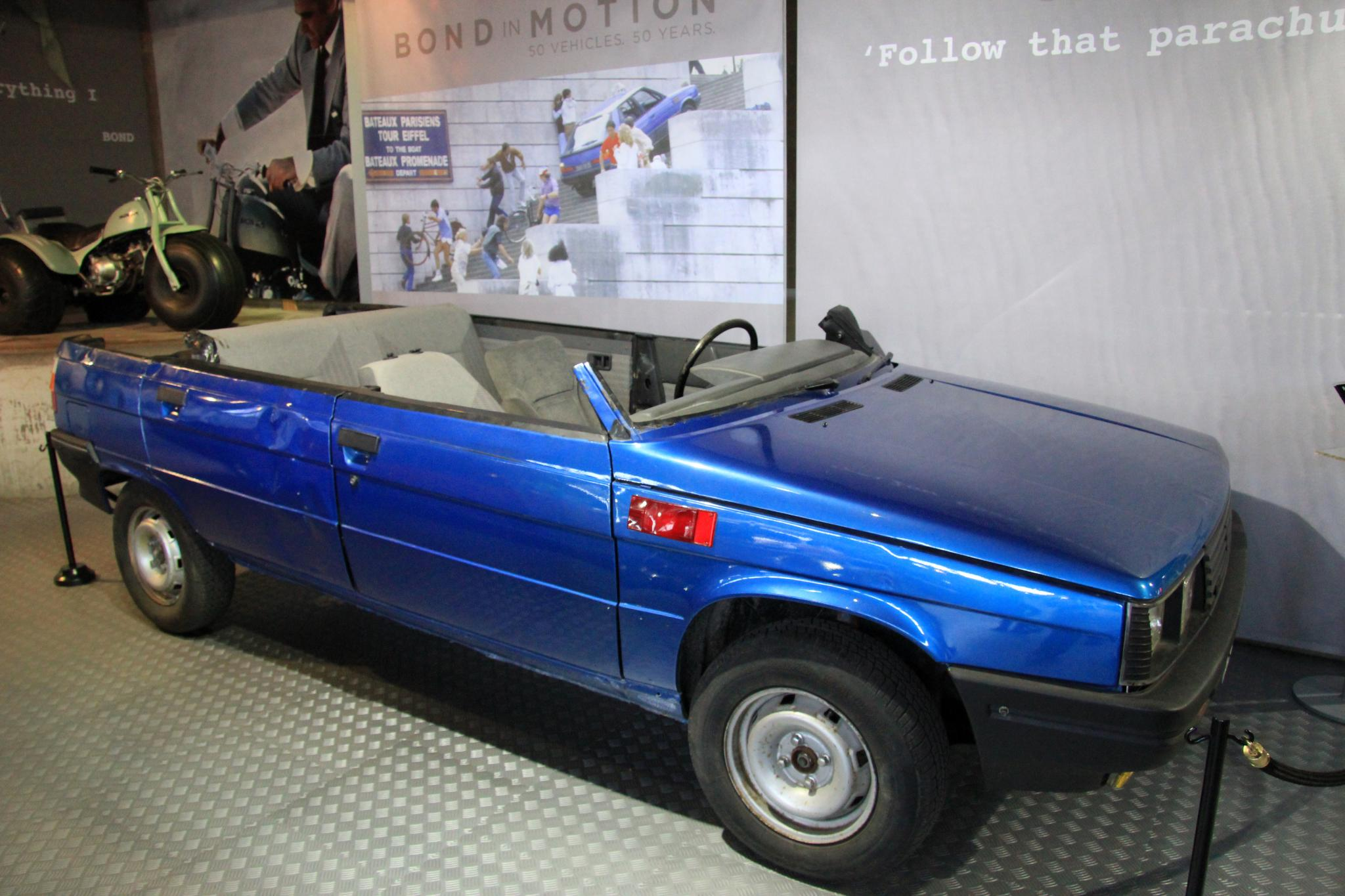
La Renault 11 « décapitée » par James Bond. L'une des voitures qui ont servi pendant le tournage de Dangereusement vôtre.

Rémy Julienne règle les cascades pour plusieurs grosses productions ou des films populaires français parmi lesquels on peut retenir : La Grande Vadrouille, Le Cerveau, Le Pacha, L'aventure c'est l'aventure, Le Grand Bazar, Les Aventures de Rabbi Jacob, La Menace, Trois Hommes à abattre, Le Marginal, L'or se barre, Taxi, et la série des Gendarmes de Saint-Tropez où il double notamment la scène de la religieuse en 2 CV. Pour le film d’Henri Verneuil Le Casse, sorti en 1971, une course-poursuite de neuf minutes est filmée dans un quartier d’Athènes sans que l'équipe de tournage ne fasse arrêter la circulation. Rémy Julienne est finalement obligé de s’encastrer dans une bordure pour éviter la voiture d’un inconnu arrivant en face. Il a également travaillé pour six James Bond : Rien que pour vos yeux, Octopussy, Dangereusement vôtre, Tuer n’est pas jouer, Permis de tuer de John Glen et GoldenEye de Martin Campbell.
Au cours de sa carrière, il travaille fréquemment avec certains acteurs et cascadeurs, parmi lesquels Jean-Paul Belmondo, Claude Carliez, François Nadal, Gil Delamare, Gérard Streiff, Michel Julienne, Dominique Julienne, Jean-Claude Lagniez, Jean-Claude Houbart ou encore François Doge.
Sa vie devant la caméra, comme celle de ses équipiers, est réglée au millimètre, à la seconde près, sinon « c'est là-haut dans une caisse en sapin. Quelquefois, il aurait suffi de peu pour que ça arrive »[réf. nécessaire]. « La base du métier de cascadeur, c’est identifier le risque, puis le maîtriser. Il faut rester humble, redescendre après l’euphorie de la réussite, et tous les matins repartir de zéro », confie-t-il un jour à la RTS[réf. nécessaire].
Il met son ingéniosité et les services de sa fine équipe de techniciens au service du 007 de Rien que pour vos yeux, ce qui lui vaut, en 1981, l'Award du meilleur concepteur de cascades décerné par la Motion Picture Hall of Fame à Hollywood[réf. nécessaire], une cérémonie au cours de laquelle Roger Moore déclare : « Sans lui, James bond n'aurait pas existé »[réf. nécessaire].
Ayant travaillé avec Sergio Leone sur quelques publicités, le fameux réalisateur le contacte pour coordonner une cascade d’Il était une fois en Amérique, le plongeon depuis un ponton d'une voiture d'époque avec ses occupants : Leone, lui faisant confiance, n'est même pas présent le jour du tournage et laisse Julienne réaliser lui-même la scène.
Parallèlement à son activité cinématographique, le groupe Disney fait appel à Rémy Julienne pour la conception d'une attraction liée à Disneyland Paris et située dans la nouvelle partie du parc. C'est ainsi qu'il imagine et propose pour le nouveau parc Walt Disney Studios le spectacle à connotation cinématographique Moteurs, Action! présenté depuis 2002. Il travaille en collaboration avec son fils Dominique, chargé de l'étude et de la conception de tous les éléments techniques (véhicules, infrastructures cascade), la formation des pilotes, cascadeurs et techniciens, l'étude et la mise au point des cascades et la mise en scène du spectacle. Pour ce projet, il crée même un centre de formation pour les jeunes cascadeurs. Le succès est tel que depuis 2005 le spectacle est reproduit de manière identique à Orlando en Floride où il remporte un succès permanent au Disney-MGM Studios,.
Il est sollicité par la justice pour superviser techniquement la reconstitution du meurtre d'Isabel Peake par Sid Ahmed Rezala.

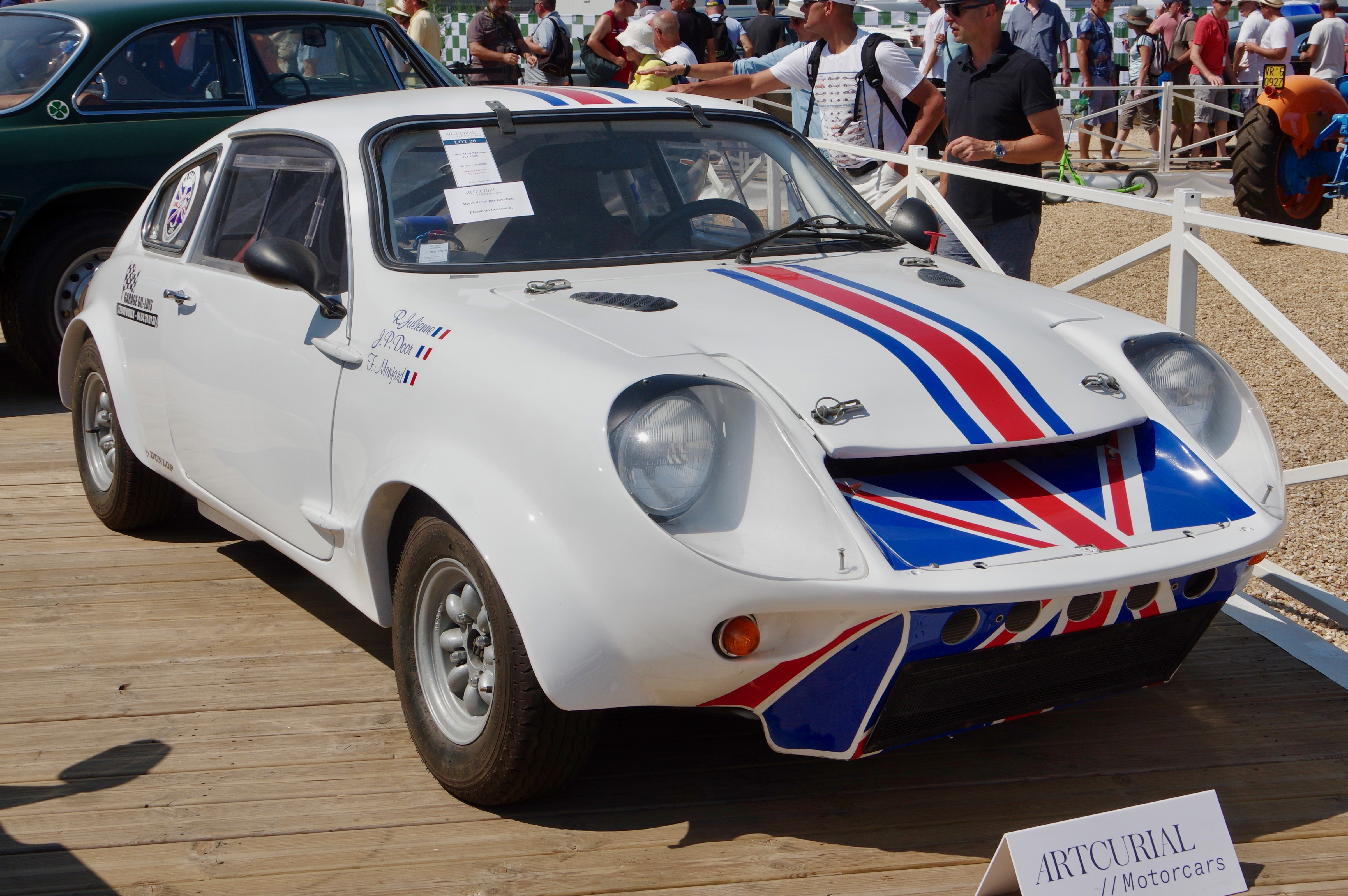
La Mini Marcos GT 1300 de 1966 pilotée par Rémy Julienne lors de l’édition de 2016 du Mans Classic.

Il se fait retirer son permis à 87 ans pour excès de vitesse

Le 28 septembre 2017, il confie ses archives personnelles à la cinémathèque de Toulouse. 

### Mort et hommages

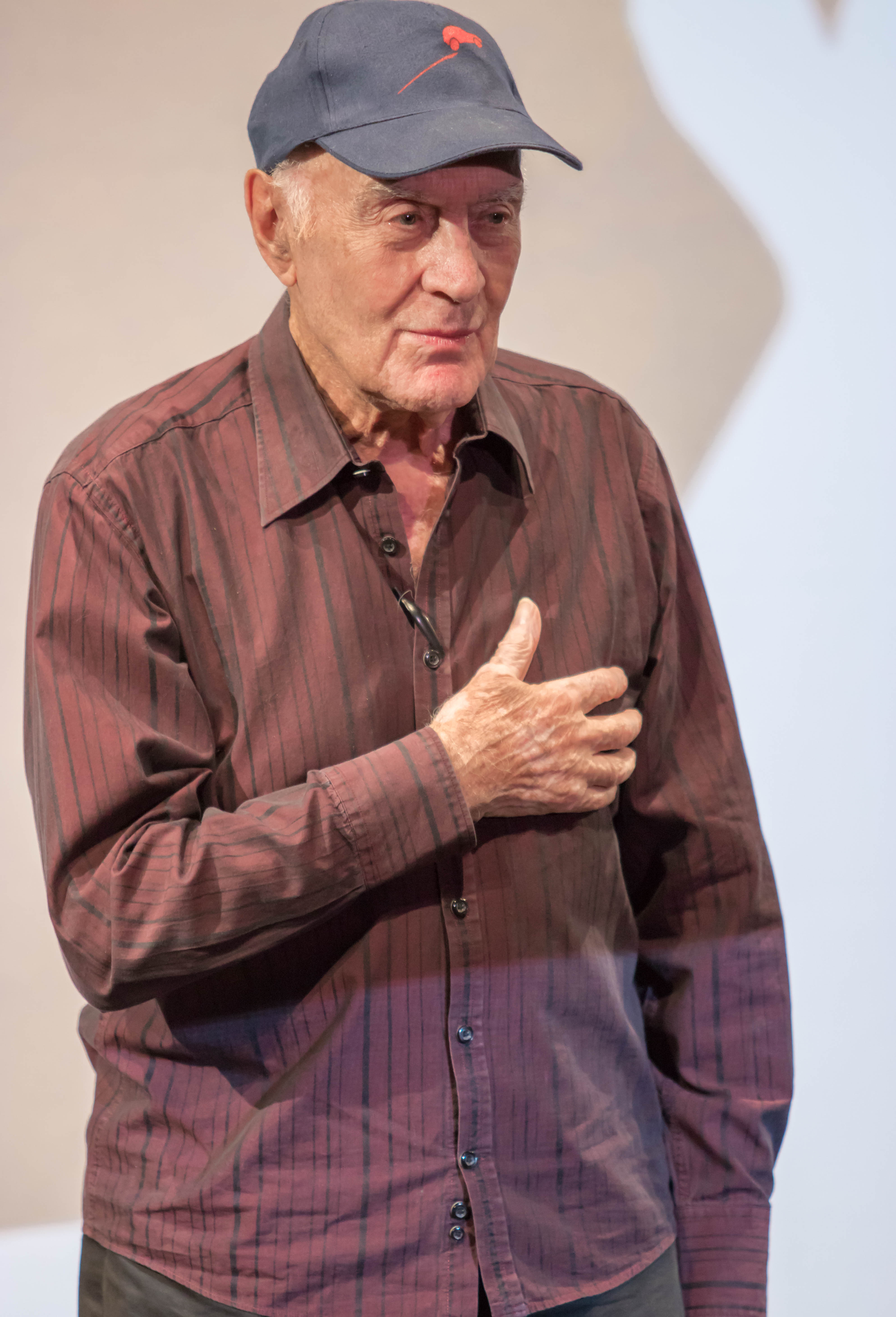
Rémy Julienne le 28 septembre 2018, avec, vissée sur la tête, une casquette frappée du logo de sa société de production.

Le 11 janvier 2021, Jean-Pierre Door annonce sur son compte Facebook l'hospitalisation et la mise en réanimation de Rémy Julienne. Il est touché sévèrement par le Covid-19. Il meurt le 21 janvier au centre hospitalier de l'agglomération montargoise (CHAM) des suites de la maladie qu'il a tenté de vaincre après quinze jours de lutte contre le virus.
Ses obsèques ont lieu le vendredi 29 janvier 2021, suivies de son inhumation dans le caveau familial au cimetière communal de Cepoy (Loiret).

## Affaire judiciaire
Vers la fin de sa carrière, un accident survient sur le tournage de Taxi 2, le 16 août 1999. Le cadreur Alain Dutartre meurt tragiquement après avoir été percuté par la Peugeot 406 du film, lancée trop vite et de trop haut, avec un atterrissage très au-delà des marques prévues au sol.
En tant que responsable des cascades, il est jugé et condamné à dix-huit mois de prison avec sursis et 13 000 € d'amende, 5 000 euros de dommages et intérêts à la famille Dutartre et 1 euro à la production. En appel, il est condamné le 29 juin 2009 à six mois de prison avec sursis et 2 000 € d'amende,. La société de production est déclarée coupable du délit d'homicide involontaire et à payer une amende de 100 000 euros. Ils sont tous deux condamnés à payer 30 000 euros de dommages à la famille Dutartre.
Lors de ces deux procès, Rémy Julienne n'était pas présent à la barre. Les deux fois, il avait demandé le report des procès, en justifiant de son état de santé alarmant (deux infarctus du myocarde). Sa requête a été refusée. La Cour de cassation, dans un arrêt du 11 mai 2010 casse et annule la peine prononcée contre Rémy Julienne et confirme celle de la production.
« Si la mort fait partie du quotidien du cascadeur, elle se doit d'épargner tous les autres. Je ne cesse de penser à Alain Dutartre, qui n'aurait jamais dû mourir ce jour-là », écrira plus tard Rémy Julienne dans ses Mémoires, un livre publié en 2009 et préfacé par Georges Lautner et Claude Pinoteau, qu’il dédiera au cadreur.

## Filmographie
Sauf indication contraire, les informations mentionnées dans cette section peuvent être confirmées par la base de données cinématographiques IMDb,  présente dans la section « Liens externes ».

### Cinéma

#### Long métrage

##### Coordinateur des séquences voitures

###### Années 1960
- 1964 : Fantomas d'André Hunebelle
- 1965 : Le Gentleman de Cocody de Christian-Jaque
- 1965 : Coplan FX 18 casse tout (Agente 777 missione Summergame) de Riccardo Freda
- 1966 : Le Solitaire passe à l'attaque de Ralph Habib
- 1966 : La Grande Vadrouille de Gérard Oury
- 1966 : Le Grand Restaurant de Jacques Besnard
- 1966 : Le Roi de cœur de Philippe de Broca
- 1966 : Sale temps pour les mouches de Guy Lefranc
- 1966 : Le Saint prend l'affût de Christian-Jaque
- 1966 : Opération San Gennaro (Operazione San Gennaro) de Dino Risi
- 1966 : Mission T.S. (Matchless) d'Alberto Lattuada
- 1967 : Les Grandes Vacances de Jean Girault
- 1967 : Au diable les anges (Operazione San Pietro) de Lucio Fulci
- 1967 : Typhon sur Hambourg (Con la muerte a la espalda) d'Alfonso Balcázar
- 1967 : Fleur d'oseille de Georges Lautner
- 1968 : À tout casser de John Berry
- 1968 : Le Pacha de Georges Lautner
- 1968 : Le Gendarme se marie de Jean Girault
- 1968 : Le Cascadeur (Stuntman) de Marcello Baldi
- 1968 : Ho ! de Robert Enrico
- 1969 : Le Cerveau (The Brain) de Gérard Oury
- 1969 : La Peau de Torpédo de Jean Delannoy
- 1969 : L'or se barre (The Italian Job)  de Peter Collinson

###### Années 1970
- 1970 : Something for Everyone (The Cook) de Harold Prince
- 1970 : Qui ? (Il cadavere dagli artigli d'acciaio) de Léonard Keigel
- 1970 : Cannabis de Pierre Koralnik
- 1970 : Point de chute de Robert Hossein
- 1970 : La Femme du prêtre (La moglie del prete) de Dino Risi
- 1970 : L'Île aux coquelicots de Salvatore Adamo et Eddy Matalon
- 1970 : Sur un arbre perché de Serge Korber
- 1970 : Le Gendarme en balade de Jean Girault
- 1970 : Le Mur de l'Atlantique de Marcel Camus
- 1970 : De la part des copains (Cold Sweat) de Terence Young
- 1970 : La Cité de la violence (Città violenta) de Sergio Sollima
- 1970 : Fantasia chez les ploucs de Gérard Pirès
- 1971 : Le Tueur de Denys de La Patellière
- 1971 : La Poudre d'escampette de Philippe de Broca
- 1971 : La Maison sous les arbres de René Clément
- 1971 : Le Casse (The Burglars) d'Henri Verneuil
- 1971 : Police Magnum (Kill!) de Romain Gary
- 1972 : Le Silencieux de Claude Pinoteau
- 1972 : Les Charlots font l'Espagne de Jean Girault
- 1972 : Le Serpent d'Henri Verneuil
- 1972 : La Nuit américaine de François Truffaut
- 1972 : Un homme à respecter (Un uomo da rispettare) de Michele Lupo
- 1972 : Le Chacal (The Day of the Jackal) de Fred Zinnemann
- 1972 : Abus de pouvoir (Abuso di potere) de Camillo Bazzoni
- 1972 : Les Caïds de Robert Enrico
- 1972 : Cosa Nostra (The Valachi Papers) de Terence Young
- 1972 : L'aventure c'est l'aventure de Claude Lelouch
- 1972 : Meurtres au soleil (Un verano para matar) d'Antonio Isasi-Isasmendi
- 1972 : Quelques messieurs trop tranquilles de Georges Lautner
- 1972 : Les Proxénètes (Ettore lo fusto) d'Enzo G. Castellari
- 1973 : L'Insolent de Jean-Claude Roy
- 1973 : Razzia (La redada) de José Antonio de la Loma
- 1973 : La Brigade en folie de Philippe Clair
- 1973 : Il n'y a pas de fumée sans feu d'André Cayatte
- 1973 : Le Témoin à abattre (La polizia incrimina la legge assolve) d'Enzo G. Castellari
- 1973 : La Bonne Année de Claude Lelouch
- 1972 : Sans sommation de Bruno Gantillon
- 1973 : Dérapage contrôlé (Troppo rischio per un uomo solo) de Luciano Ercoli
- 1973 : Le Grand Bazar de Claude Zidi
- 1973 : L'Homme aux nerfs d'acier (Dio, sei proprio un padreterno!) de Michele Lupo
- 1973 : L'Affaire Crazy Capo de Patrick Jamain
- 1973 : Les Aventures de Rabbi Jacob de Gérard Oury
- 1973 : Who? de Jack Gold
- 1973 : Les Grands Fusils (Tony Arzenta) de Duccio Tessari
- 1973 : Deux Hommes dans la ville de José Giovanni
- 1974 : Toute une vie de Claude Lelouch
- 1974 : Attention, on va s'fâcher ! (...altrimenti ci arrabbiamo!) de Marcello Fondato
- 1974 : Section Spéciale de Costa-Gavras
- 1974 : French Connection 2 de John Frankenheimer
- 1974 : Hold-up (Hold-Up, instantánea de una corrupción) de Germán Lorente
- 1974 : El último viaje de José Antonio de la Loma
- 1974 : La Gifle de Claude Pinoteau
- 1974 : Les 'S' Pions (S*P*Y*S) d'Irvin Kershner
- 1974 : La Pépée du gangster (La pupa del gangster) de Giorgio Capitani
- 1974 : Comme un pot de fraises de Jean Aurel
- 1974 : Un citoyen se rebelle (Il cittadino si ribella) d'Enzo G. Castellari
- 1974 : La Gueule de l'emploi de Jacques Rouland
- 1974 : Peur sur la ville d'Henri Verneuil
- 1974 : Marseille contrat (The Marseille Contract) de Robert Parish
- 1974 : Salut les pourris (Il poliziotto è marcio) de Fernando Di Leo
- 1975 : L'Agression de Gérard Pirès
- 1975 : Il faut vivre dangereusement de Claude Makovski
- 1975 : La Faille (Der Dritte Grad) de Peter Fleischmann
- 1975 : Docteur Justice de Christian-Jaque
- 1975 : L'Enlèvement (Inside Out) de Peter Duffell
- 1975 : Pas de problème ! de Georges Lautner
- 1975 : Le Gitan de José Giovanni
- 1975 : Metralleta Stein de José Antonio de la Loma
- 1975 : Une blonde, une brune et une moto (Qui comincia l'avventura) de Carlo Di Palma
- 1975 : La situation est grave mais... pas désespérée ! de Jacques Besnard
- 1975 : Le Sauvage de Jean-Paul Rappeneau
- 1975 : L'Homme qui défia l'Organisation (L'uomo che sfidò l'organizzazione) de Sergio Grieco
- 1975 : Flic Story de Jacques Deray
- 1975 : L'Alpagueur de Philippe Labro
- 1975 : Fermeture annuelle (Closed Up-Tight) de Cliff Owen
- 1975 : Bons Baisers de Hong Kong d'Yvan Chiffre
- 1976 : Spécial Magnum (Una Magnum Special per Tony Saitta) d'Alberto De Martino
- 1976 : Deux Flics à abattre (Uomini si nasce poliziotti si muore) de Ruggero Deodato
- 1976 : Police Python 357 d'Alain Corneau
- 1976 : D'amour et d'eau fraîche de Jean-Pierre Blanc
- 1976 : Le Sursis (The Sell Out) de Peter Collinson
- 1976 : On aura tout vu de Georges Lautner
- 1976 : L'Aile ou la Cuisse de Claude Zidi
- 1976 : L'Ordinateur des pompes funèbres de Gérard Pirès
- 1977 : Dites-lui que je l'aime de Claude Miller
- 1977 : Une fille cousue de fil blanc de Michel Lang
- 1977 : À chacun son enfer d'André Cayatte
- 1977 : Bobby Deerfield de Sydney Pollack
- 1977 : SOS Jaguar : Opération Casse-gueule (Poliziotto sprint) de Stelvio Massi
- 1977 : Ben et Bénédict de Paula Delsol
- 1977 : Le Passé simple de Michel Drach
- 1977 : L'Amour en herbe de Roger Andrieux
- 1977 : L'Animal de Claude Zidi
- 1977 : La Coccinelle à Monte-Carlo (Herbie goes to Monte Carlo) de Vincent McEveety
- 1977 : La Menace d'Alain Corneau
- 1977 : Perros callejeros de José Antonio de la Loma
- 1977 : Mort d'un pourri de Georges Lautner
- 1978 : La Raison d'État d'André Cayatte
- 1978 : Sale Rêveur de Jean-Marie Périer
- 1978 : La Jument vapeur de Joyce Buñuel
- 1978 : Le beaujolais nouveau est arrivé de Jean-Luc Voulfow
- 1978 : Ils sont fous ces sorciers de Georges Lautner
- 1978 : La Carapate de Gérard Oury
- 1979 : La Femme qui pleure de Jacques Doillon
- 1979 : Coup de tête de Jean-Jacques Annaud
- 1979 : Flic ou Voyou de Georges Lautner
- 1979 : Le Gendarme et les Extra-Terrestres de Jean Girault
- 1979 : Le Pull-over rouge de Michel Drach
- 1979 : Les Égouts du paradis de José Giovanni
- 1979 : Avec les compliments de Charlie (Love and Bullets) de Stuart Rosenberg
- 1979 : Perros callejeros II de José Antonio de la Loma
- 1979 : La Guerre des polices de Robin Davis
- 1979 : Démons de midi de Christian Paureilhe
- 1979 : Cul et Chemise (Io sto con gli ippopotami) d'Italo Zingarelli

###### Années 1980
- 1980 : Inspecteur la Bavure de Claude Zidi
- 1980 : 5 % de risque de Jean Pourtalé
- 1980 : Le Coup du parapluie de Gérard Oury
- 1980 : Moto massacre (Speed Cross) de Stelvio Massi
- 1980 : Le Guignolo de Georges Lautner
- 1980 : Je vais craquer de François Leterrier
- 1980 : La Tour Eiffel en otage (The Hostage Tower) de Claudio Guzmán
- 1980 : Deux Affreux sur le sable (It Rained All Night the Day I Left) de Nicolas Gessner
- 1980 : Los últimos golpes de «El Torete» (es) de José Antonio de la Loma
- 1980 : Trois Hommes à abattre de Jacques Deray
- 1981 : Asphalte de Denis Amar
- 1981 : Rien que pour vos yeux (For Your Eyes Only) de John Glen
- 1981 : Condorman de Charles Jarrott
- 1981 : L'Enfer en quatrième vitesse (Car Crash) d'Antonio Margheriti
- 1981 : Beau-père de Bertrand Blier
- 1981 : Le Professionnel de Georges Lautner
- 1981 : Pour la peau d'un flic d'Alain Delon
- 1982 : L'As des as de Gérard Oury
- 1982 : Le Battant d'Alain Delon et Robin Davis
- 1982 : Jamais avant le mariage de Daniel Ceccaldi
- 1982 : Jugando con la muerte de José Antonio de la Loma
- 1982 : Le Quart d'heure américain de Philippe Galland
- 1982 : Le Gendarme et les Gendarmettes de Jean Girault
- 1982 : Mortelle randonnée de Claude Miller
- 1982 : Flics de choc de Jean-Pierre Desagnat
- 1982 : Tout feu, tout flamme de Jean-Paul Rappeneau (sous la houlette de Daniel Vérité)
- 1983 : Meurtres à Malte (Trenchcoat) de Michael Tuchner
- 1983 : Le Faucon de Paul Boujenah
- 1983 : Le Marginal de Jacques Deray
- 1983 : Octopussy de John Glen
- 1983 : Il était une fois en Amérique (Once Upon a Time in America) de Sergio Leone
- 1984 : Canicule d'Yves Boisset
- 1984 : La Femme publique d'Andrzej Żuławski
- 1984 : Crime en Formule 1 (Delitto in Formula Uno) de Bruno Corbucci
- 1984 : Le Juge de Philippe Lefebvre
- 1984 : La Septième Cible de Claude Pinoteau
- 1984 : Goma-2 (The Killing Machine) de José Antonio de la Loma
- 1984 : Soif de justice (快餐車 Kuai can che) de Sammo Hung
- 1984 : French Lover (Until September) de Richard Marquand
- 1984 : Les Morfalous d'Henri Verneuil
- 1984 : Sheena, reine de la jungle (Sheena) de John Guillermin
- 1984 : Joyeuses Pâques de Georges Lautner
- 1985 : Target d'Arthur Penn
- 1985 : Tristesse et Beauté de Joy Fleury
- 1985 : Mon beau-frère a tué ma sœur de Jacques Rouffio
- 1985 : Signé Charlotte de Caroline Huppert
- 1985 : Dangereusement vôtre (A View to a Kill) de John Glen
- 1985 : Wildschut (nl) de Bobby Eerhart
- 1985 : Lune de miel de Patrick Jamain
- 1985 : Hold-up d'Alexandre Arcady
- 1985 : Joan Lui - Ma un giorno nel paese arrivo io di lunedì d'Adriano Celentano
- 1986 : Mauvais Sang de Leos Carax
- 1986 : Bleu comme l'enfer d'Yves Boisset
- 1986 : Un homme et une femme : Vingt ans déjà de Claude Lelouch
- 1986 : Mister Dynamite (龍兄虎弟 Longxiong hudi) de Jackie Chan
- 1986 : Lévy et Goliath de Gérard Oury
- 1986 : Twist again à Moscou de Jean-Marie Poiré
- 1986 : Les Guerriers du soleil (Solarbabies) d'Alan Johnson
- 1986 : La Vie dissolue de Gérard Floque de Georges Lautner
- 1986 : Justice privée (Instant Justice) de Denis Amar
- 1986 : L'Exécutrice de Michel Caputo
- 1987 : Grand Larceny de Jeannot Szwarc
- 1987 : Le Solitaire de Jacques Deray
- 1987 : Tuer n'est pas jouer (The Living Daylights) de John Glen
- 1987 : Tong tian da dao de Stephen Shin
- 1987 : Man on Fire d'Élie Chouraqui
- 1987 : Sweet Lies de Nathalie Delon
- 1988 : L'Insoutenable Légèreté de l'être (The Unbearable Lightness of Being) de Philip Kaufman
- 1988 : Frantic de Roman Polanski
- 1988 : Les Années sandwiches de Pierre Boutron
- 1988 : Drôle d'endroit pour une rencontre de François Dupeyron
- 1988 : Se lo scopre Gargiulo d'Elvio Porta
- 1988 : Honor Bound (en) de Jeannot Szwarc
- 1989 : Permis de tuer (Licence to Kill) de John Glen
- 1989 : Pleure pas my love de Tony Gatlif
- 1989 : Tennessee Nights de Nicolas Gessner
- 1989 : Race for Glory de Rocky Lang

###### Années 1990
- 1990 : Feu, Glace et Dynamite (Feuer, Eis & Dynamit) de Willy Bogner junior
- 1991 : Netchaïev est de retour de Jacques Deray
- 1991 : Les Associés (縱橫四海, Zònghéng sìhǎi) de John Woo
- 1991 : Opération Condor (Fei ying gai wak) de Jackie Chan
- 1991 : Les Équilibristes de Nikos Papatakis
- 1992 : La Gamine d'Hervé Palud
- 1993 : L'Instinct de l'ange de Richard Dembo
- 1993 : La Petite Apocalypse de Costa-Gavras
- 1993 : L'Œil écarlate de Dominique Roulet
- 1993 : Un crime de Jacques Deray
- 1993 : Les Histoires du Kronen (Historias del Kronen) de Montxo Armendáriz
- 1993 : La Joie de vivre de Roger Guillot
- 1994 : Prêt-à-porter de Robert Altman
- 1995 : Mr. Stitch : Le voleur d'âmes (Mr. Stitch) de Roger Avary
- 1995 : GoldenEye de Martin Campbell
- 1995 : Antártida de Manuel Huerga
- 1996 : Le Huitième jour de Jaco Van Dormael (+ cameo)
- 1996 : Surviving Picasso de James Ivory
- 1996 : Risque maximum (Maximum Risk) de Ringo Lam
- 1996 : Passage à l'acte de Francis Girod
- 1997 : Double Team de Tsui Hark
- 1997 : Un amour de sorcière de René Manzor
- 1997 : La Cible de Pierre Courrège
- 1997 : Projet RPM (RPM) de Ian Sharp
- 1998 : Une chance sur deux de Patrice Leconte
- 1998 : Madeline de Daisy von Scherler Mayer
- 1998 : Taxi de Gérard Pirès
- 1999 : Simon Sez : Sauvetage explosif (Simon Sez) de Kevin Alyn Elders (en)

###### Années 2000 et 2010
- 2000 : Antilles sur Seine de Pascal Légitimus
- 2000 : Taxi 2 de Gérard Krawczyk
- 2001 : Le Tombeau (The Body) de Jonas McCord
- 2002 : Riders de Gérard Pirès
- 2004 : L'Empreinte de la mort (Wake of Death) de Philippe Martinez
- 2005 : Un coup de tonnerre (A sound of thunder) de Peter Hyams
- 2005 : La Petite Chartreuse de Jean-Pierre Denis
- 2006 : Da Vinci Code (The Da Vinci Code) de Ron Howard
- 2010 : La Souricière d'Antoine Besson et Yasmina Ghemzi
- 2013 : Getaway de Courtney Solomon
- 2017 : Void and method de Remy Bazerque (court métrage)

##### Acteur
- 1965 : Le Gentleman de Cocody de Christian-Jaque : un homme de main de Lefranc
- 1966 : La Grande Vadrouille de Gérard Oury : le motard qui prend la citrouille
- 1968 : Le pacha de Georges Lautner : un motard
- 1972 : Les Caïds de Robert Enrico : Jérémy
- 1973 : Le Grand Bazar de Claude Zidi : un motard
- 1975 : Flic Story de Jacques Deray : le 1er gendarme au motocyclette
- 1984 : Joyeuses Pâques de Georges Lautner : le copilote

## Publications
- Rémy Julienne (préf. Jean-Louis Trintignant), Silence… on casse !, Paris, Flammarion, 1978, 259 p. (ISBN 2080650211) Ce premier livre de mémoires s'arrête en septembre 1978
- Rémy Julienne (préf. Georges Lautner et Claude Pinoteau), Ma vie en cascades, Paris, Calmann-Lévy, 2009, 220 p. (ISBN 978-2-84612-259-7) Cette autobiographie s'arrête en 2007.

## Distinctions

### Récompenses
Rémy Julienne est titulaire de plusieurs prix et médailles d'honneur :
- en 1981, l'« annual award » remis aux États-Unis, par la Motion Picture Hall of Fame en tant que meilleur coordinateur de cascades pour le film Rien que pour vos yeux[23],[24],[2] ;
- en 2012, le trophée d’honneur des Tickets d'or[25] et le trophée Vulcain de la Commission Supérieure Technique de Cannes[26] ;
- en 2013, la médaille d'honneur de la ville de Rouen[27] ;
- en 2014, le prix Henri-Langlois, Arts et Techniques de la Cascade lors des Rencontres internationales du Cinéma[28] et le prix de la Mémoire du Cinéma français de l'Association de la presse étrangère lors de la Cérémonie de la Plume d’or, à l'occasion des cinquante ans de carrière de Rémy Julienne au service du cinéma français et international[29] ;
- en 2016, l'Hitchcock d'honneur, Festival du film britannique de Dinard[30] ;
- en 2017, la médaille d'honneur de la ville de Belfort[31] et l'Ibis d'Or du Festival Cinéma & Musique de Film de La Baule[32] ;
- en 2019, le prix d'honneur du Festival du film - Ciné Ma Plaine - de Pollestres[33]

### Hommages
Depuis 1999, un prix Rémy-Julienne est remis chaque année lors du Festival du film d'aventures de Valenciennes à « un comédien capable d’aborder avec le même talent des rôles physiques et des personnages intimistes dans des films d’auteur ».
En 2016, la municipalité de Cepoy, sa commune de naissance, donne son nom à une place. Elle a été inaugurée en présence de l’intéressé, de Jean-Paul Belmondo et de Charles Gérard, grands amis de Rémy Julienne.